# El Heraldo Gallego (1874)
El Heraldo Gallego fue un periódico español publicado en la ciudad gallega de Orense entre 1874 y 1880.

## Trayectoria
Subtitulado Semanario de Ciencias, Artes y Literatura, su primer número salió a la calle el 1 de enero de 1874. Después cambió el subtítulo por Revista Ilustrada. Edición de interesas generales. Inicialmente tuvo una periodicidad semanal, para pasar en 1876 a bisemanal y, un año más tarde, quincenal; en 1880 volvió a ser bisemanal. Fundado y dirigido por Valentín Lamas Carvajal, en él colaboraron, entre otros, Alfredo Vicenti, Aureliano Pereira, Juan Antonio Saco y Arce, Filomena Dato Muruais, Arturo Vázquez Núñez, José Pérez Ballesteros, Teodosio Vesteiro Torres, Antonio María de la Iglesia, Félix Moreno Astray y Ricardo Novoa y Novoa. Trató sobre todo temas literarios, históricos, debates eruditos, cuestiones arqueológicas y culturales. En 1878 se integró con El Avisador Orensano, que se convirtió en prensa diaria. Cesó de publicarse el 23 de octubre de 1880, cuando llevaba 408 números editados.